# جو أجا
صهوة جو في أجا : الصهوة:في اللغة يطلق لفظ جَوْ ـ بنصب المنقوطة وتسكين المهملة ـ على ما اتسع من الوديان ، أو هي المنطقة المعلقة بين الأرض والسماء ، أي الأرض المتسعة والمنبسطة والمرتفعة ، وتطلق كذلك على الأرض المنخفضة كثيرة العشب والخضرة ، وجاء في قاموس مختار الصحاح الجو وتعني ما اتسع من الأودية ، وهي ملتقى لعدد من الأودية .. وفي أعالي جبل أجا المعروف في منطقة حائل السعودية توجد في صهوة هذا الجبل منطقة منبسطة ومرتقعة ومحاطة بسلاسل جبلية تسمى صهوة جو وهي أكبر وأشهر صهوة في هذا الجبل العملاق ، وهي ملتقى لمجموعة الشعاب التي تنحدر من القمم المحيطة بهذه الصهوة ومكسوة بأشجار النخيل ولما كان جبل أجا يسمونه العرب منَّاع لكونه حصنا منيعا لحماية أهله ، فإن منطقة صهوة جو هذه تعد أحصن مكان في شبه الجزيرة العربية وهذا ما يفسر كون قبيلة طيء هي القبيلة الوحيدة التي بقيت في مكانها منذ هجرتها من اليمن عند انفجار سد مأرب فيما قبل الإسلام وإلى اليوم.

## وصلات داخية
- الجبال.
- الأودية.
- السماء.
- الأرض.